# Craloh
Craloh († 26. Februar 958) war von 942 bis 958 Abt des Benediktinerklosters St. Gallen. Zu seiner Amtszeit wurde der erste Gegenabt gewählt.

## Leben
Craloh war der leibliche Bruder seines Vorgängers, Thieto, im Amt des Abtes. Er wurde am 31. Mai 942 gewählt. Craloh lässt sich im Professbuch nachweisen. Zuvor sind seine Ämter nicht fassbar. Es kann angenommen werden, da Craloh vor 895 nicht im Mönchsverzeichnis vorkommt, dass er erst nach diesem Zeitpunkt ins Kloster eingetreten ist. Ein Beleg seiner Tätigkeit als Schreiber liefert eine Urkunde vom 27. Oktober 920. Am 12. Juni 947 ist er erstmals als Abt urkundlich belegt, als Otto I. ihm das Markt- und Münzrecht für Rorschach zugestand.

## Wirken
Cralohs Hauptaufgabe kann als schwierig gelten. Er hatte das Kloster wieder aufzubauen, das 937 von einem Brand zerstört worden war. Acht Güterübertragungen an das Kloster St. Gallen zwischen 948 und 957 bescheinigen ihm einen gewissen Erfolg in wirtschaftlicher Hinsicht. Zu Spannungen im Kloster führte seine unerbittliche Strenge zur Wiedereinführung der Klosterdisziplin. Teil seiner Reformen stellte die Erneuerung der Gebetsverbrüderung mit dem Kloster Reichenau 945 dar.
Im Jahre 953/54 kam es dann zum offenen Bruch zwischen Craloh und dem Konvent, als Liudolf von Schwaben seinen Aufstand gegen Otto I. begann. Denn die Mehrheit der Mönche hielt zu Liudolf, während Craloh Partei für Otto I. ergriff. Während des Aufstands floh Craloh an den Hof Ottos. Er kehrte erst nach der Niederwerfung des Aufstands ins Kloster zurück. In der Zwischenzeit regierte Anno das Kloster, der von den Mönchen zum Gegenabt gewählt wurde. Er starb jedoch noch vor der Niederwerfung Liudolfs, und bei der Rückkehr Cralohs befand sich das Kloster unter der Führung des Mönches Viktor im Widerstand. Bischof Ulrich von Augsburg versöhnte den Konvent wieder mit dem Abt. Dieser zerstörte jedoch das Vertrauensverhältnis zu den Mönchen restlos, indem er Viktor Kriegsleute nachschickte, um ihn zu blenden, als dieser auf der Flucht zu Verwandten war. In der Folge zog sich Craloh auf das Klostergut in Herisau zurück, wo er dann starb. Auf seinem Sterbebett wünschte er, dass der Dekan Ekkehard zu seinem Nachfolger wird. Allerdings fiel dieser vom Pferd und es wurde ihm unmöglich diese Aufgabe anzunehmen.